# BLACK MEMORY
「BLACK MEMORY」（ブラックメモリー）は、THE ORAL CIGARETTESの8枚目のシングルであり、2017年9月27日にA-Sketchよりリリースされた。

## 概要
- 前作から3ヶ月ぶりのシングル。表題曲は東宝配給映画『亜人』主題歌[1]。

- 「UNOFFICIAL DINING TOUR 2017」 岡山CRAZYMAMA KINGDOM公演から大阪Zepp Osaka Bayside公演までの全公演に密着したドキュメンタリーを収録。

## チャート成績
- 2017年10月10日付のオリコン週間ランキングでは初動約1万7千枚を売り上げ、週間3位にランクインした。[2]
- 自身初のトップ3位入りを果たし、現時点でバンドで1番売れたシングルとなっている。[3]。

## 収録内容
全作詞・作曲 : 山中拓也　全編曲 : THE ORAL ClGARETTES
1. BLACK MEMORY [4:11]
  - 東宝配給映画『亜人』主題歌
2. Flower [4:25]
3. 接触 [4:02]

### 初回生産限定盤DVD収録内容
UNOFFICIAL DINING TOUR 2017 ドキュメンタリー

## 収録アルバム
- Kisses and Kills (#1)
- Before It's Too Late (#2)(#3)

## テレビ演奏
- 2017年10月22日 - フジテレビ系「Love music」[4]
- 2018年6月15日 - テレビ朝日系「ミュージックステーション」[5]